# Llimoner
El llimoner o la llimera (Citrus limonum) és un arbre fruiter perenne de la família de les rutàcies i del gènere cítric molt conegut pel seu fruit, la llimona, una fruita comestible de sabor àcid i extremament fragant que s'usa principalment alimentació. També s'anomena llima al País Valencià. El llimoner té una fusta amb crosta llisa i fusta dura i groguenca molt apreciada per a treballs d'ebenisteria.
Botànicament, és una espècie híbrida entre C. medica (poncem o poncir) i C. aurantium (taronger agre). Encara que altres autors creuen que és el resultat de diversos retroencreuaments entre Citrus medica i Citrus aurantifolia.
Etimològicament, Citrus prové del grec i significa llimona i limonum, del seu nom popular.

## Ecologia

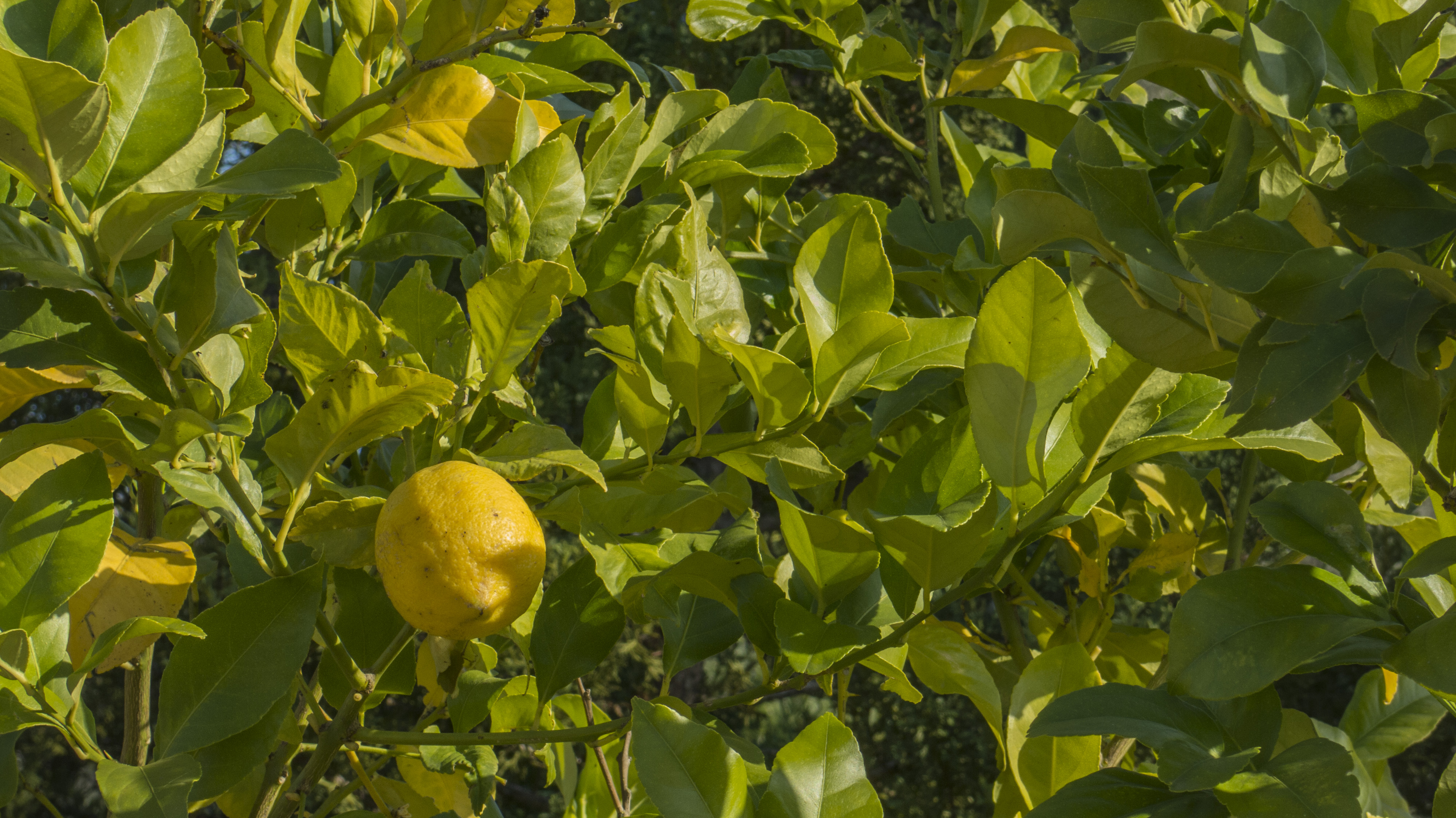
Llimoner a Costitx, Mallorca

L'origen exacte del llimoner no és del tot clar, i roman encara sota una mica de misteri; tot i això, és estesa la idea que els primers llimoners van créixer a les valls del sud de l'Himàlaia, a l'Índia, la zona septentrional de Myanmar i la Xina. Al sud i el sud-est asiàtic, era molt conegut per les seves propietats antisèptiques i fou llargament utilitzat com a antídot per a diferents verins. Es va introduir més tard a Pèrsia i després a Iraq i Egipte al voltant de l'any 700. Les llimones van entrar a Europa (presumiblement pel sud d'Itàlia) pels volts del segle i aC, durant l'època de l'antiga Roma. Tot i això, no va tenir un conreu extens.
Va ser nomenat per primera vegada al llibre sobre agricultura Nabathae cap al segle iii o IV. El seu conreu no va ser desenvolupat de forma més extensiva a occident fins després de la conquesta àrab, estenent-se llavors per tot el litoral mediterrani on es conrea en gran manera, a causa del clima, per al consum propi i d'exportació.
La primera plantació realment important a Europa es va dur a terme a Gènova cap a mitjans del segle xv. Cap a les Amèriques s'hi va exportar l'any 1493 quan Cristòfor Colom va portar llimones a bord de l'Espanyola per als seus viatges. La conquesta espanyola al llarg de les terres del Nou Món va anar expandint les llavors de llimoners. Va ser emprat de forma important com a planta ornamental i medicinal. Cap als segles XVIII dC i XIX dC, els llimoners van anar incrementant progressivament la seva presència a les plantacions de Florida i Califòrnia, quan les llimones van anar guanyant pes en el seu ús dins la cuina i com a perfum.
El 1747 els experiments de James Lind en navegants que patien escorbut van demostrar una millora substancial quan dins de les seves dietes s'hi incorporava el suc de llimona.
És considerat un dels arbres fruiters més importants del món, per això el seu cultiu i el seu consum es realitza amb igual importància en els cinc continents. Són explotats comercialment a pràcticament tots els països on les condicions climàtiques els permeten prosperar (suporta malament les baixes temperatures). Tot i això, els productors més importants de llimoners del món són els Estats Units, Espanya i Turquia. A l'hemisferi sud cal destacar Argentina, Xile i Sud-àfrica.
Als Països Catalans es cultiva sobretot al País Valencià, Xàtiva, València, Alacant, Castelló de la Plana i també a Sóller, a Mallorca. A Catalunya és un dels cítrics menys cultivats. És habitual trobar-lo en els horts de les comarques que tenen un clima suau de caràcter marítim temperat.

## Sinonímia
- Citrus limonum Risso
- Citrus medica subsp. limonum (Risso) Wight i Arn.
- Citrus medica var. limonum (Risso) Lilja
- Citrus medica var. limon L.

## Descripció i característiques

### Descripció morfològica

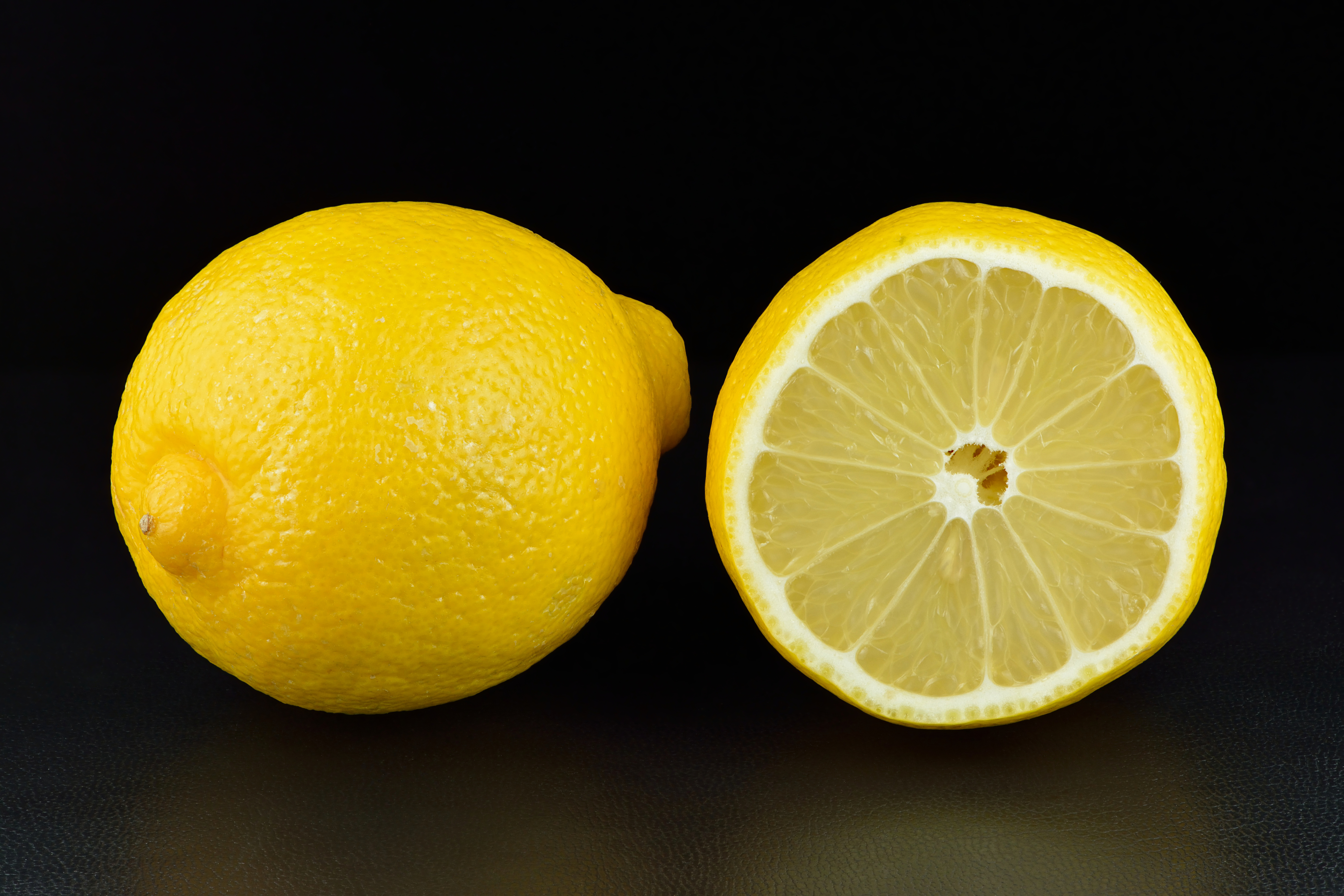
Llimones

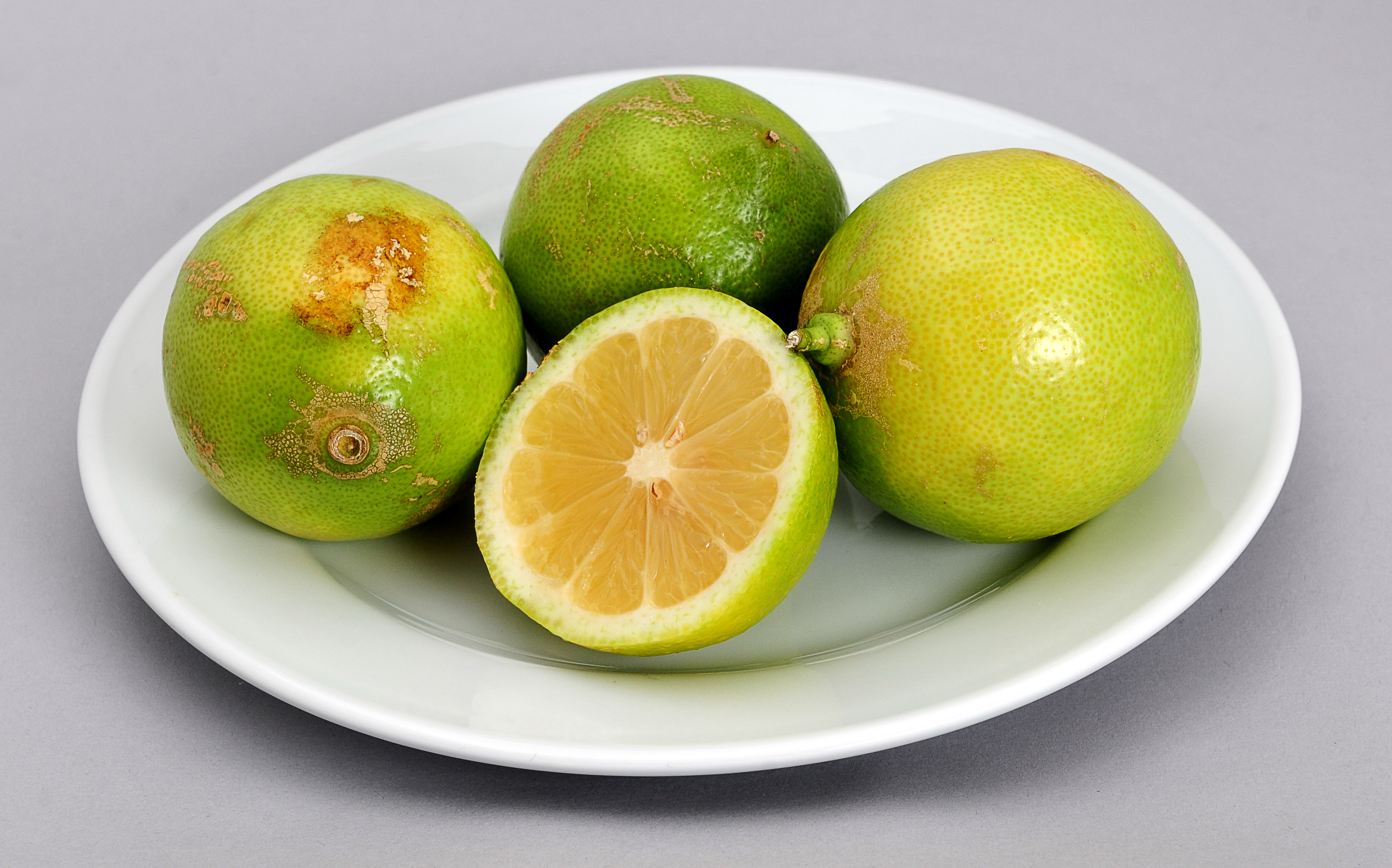
Llimones orgàniques

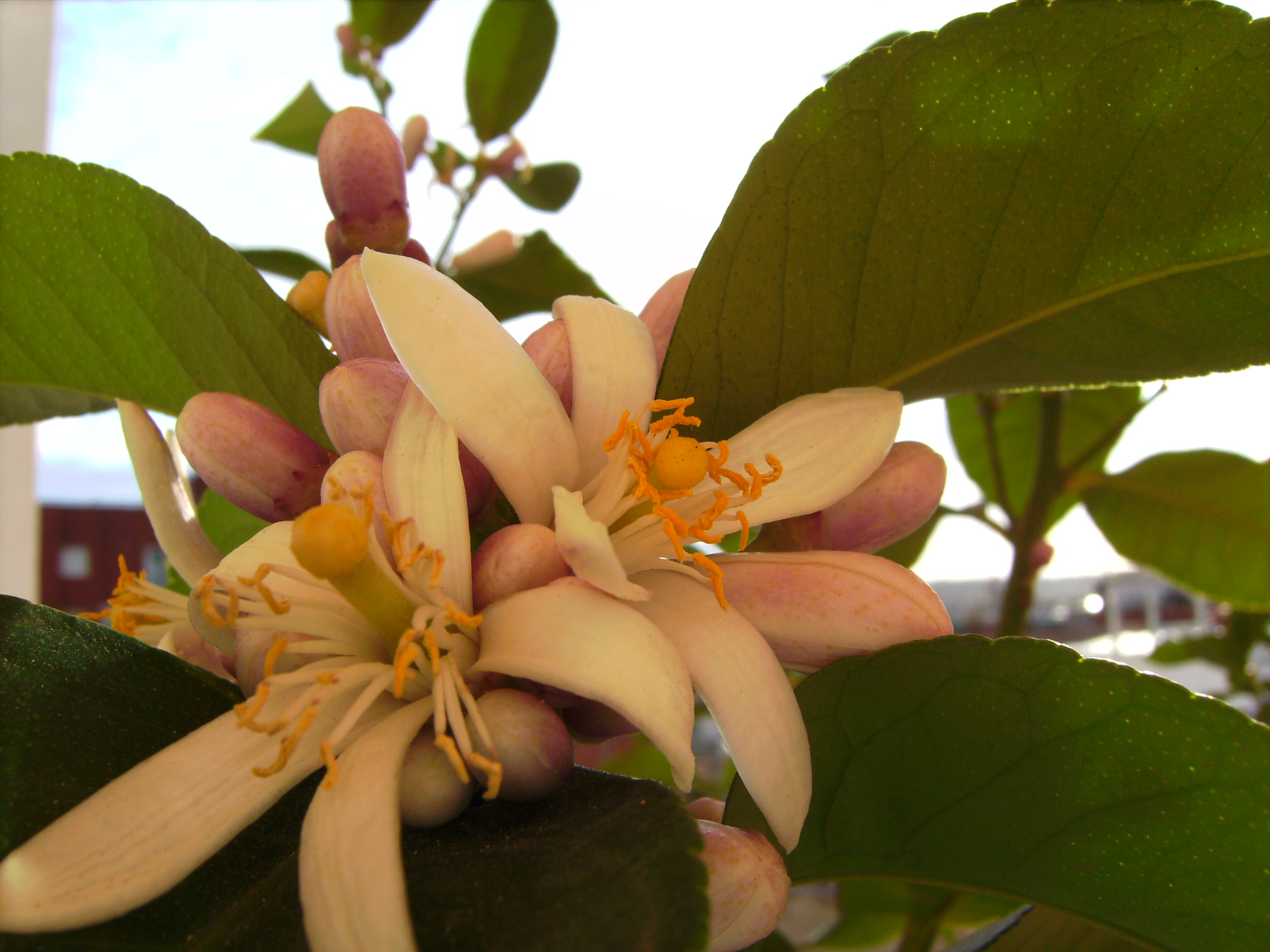
Flors d'un llimoner a Barcelona

És un arbre perennifoli, macrofaneròfit, de 2 a 7 metres d'alçària, de capçada arrodonida, amb les branques sovint espinoses, flexibles i amb punxes.
L'arrel és un eix vertical amb nombroses arrels secundàries que neixen en desordre i el tronc és gruixut amb l'escorça grisa, llisa o aspra i brillant.
Les fulles són simples, el·líptiques, coriàcies, bastant llargues, de 5 a 10 cm, amb el pecíol poc o gens alat i amb el marge gairebé enter o lleugerament dentat. Són de color brillant per la cara superior i verd pàl·lid i clar per la part inferior.
Les flors fan uns 3 cm, hermafrodites, solitàries o formant inflorescències en raïm en les axil·les de les fulles. El peduncle és curt, articulat i carnós. El calze està format per 5 sèpals triangulars petits, de color verd. La corol·la està constituïda per 5 pètals blancs per la part interior i de color violat per la part exterior.
L'androceu està format per un nombre elevat d'estams (entre 20 i 40) i el gineceu és pluricarpel·lar amb l'ovari sincàrpic, l'estil curt i l'estigma desenvolupat fins al final.
El fruit, la llimona o llima (ço en els parlars del País Valencià), és de color groc pàl·lid, de forma ovoide amb un mugró a la punta, d'uns 10 cm de llargada, amb una polpa sucosa dividida en grills (de 8 a 14), de gust àcid. És un hesperidi, constituït per un epicarpi prim, que conté l'oli essencial, un mesocarpi eixut i esponjós, de color blanc i un endocarpi format per les membranes que delimiten els grills que contenen el suc i les llavors. El fruit és la part que s'utilitza per les seves propietats farmacològiques.

### Valor nutricional
La llimona posseeix un alt contingut en vitamina C (501,6 mg/l) i àcid cítric (49,88 mg/l).
| Llimona crua sense pell (valor nutritiu per 100 gr) | Llimona crua sense pell (valor nutritiu per 100 gr) | Llimona crua sense pell (valor nutritiu per 100 gr) | Llimona crua sense pell (valor nutritiu per 100 gr) |
| --------------------------------------------------- | --------------------------------------------------- | --------------------------------------------------- | --------------------------------------------------- |
| aigua: 88,98 gr                                     | cendres totals: 0,30 gr                             | fibres: 2,8 gr                                      | valor energètic: 29 kcal                            |
| proteïnes: 1,10 gr                                  | lípids: 0,30 gr                                     | glúcids : 9,32 gr                                   | sucres simples: 2,50 gr                             |
| oligoelements                                       |                                                     |                                                     |                                                     |
| calci: 26 mg                                        | ferro: 0,60 mg                                      | magnesi: 8 mg                                       | fòsfor: 16 mg                                       |
| potassi: 138 mg                                     | coure: 0,037 mg                                     | sodi: 2 mg                                          | zinc: 0,06 mg                                       |
| vitamines                                           |                                                     |                                                     |                                                     |
| vitamina C: 53,0 mg                                 | vitamina B1: 0,040 mg                               | vitamina B2: 0,020 mg                               | vitamina B3: 0,100 mg                               |
| vitamina B5: 0,190 mg                               | vitamina B6: 0,080 mg                               | vitamina B9: 0 µg                                   | vitamina B₁₂: 0,00 µg                               |
| vitamina A: 22 UI                                   | retinol: 0 µg                                       | vitamina E: 0,15 µg                                 | vitamina K: 0,0 µg                                  |
| àcids grassos                                       |                                                     |                                                     |                                                     |
| saturats: 0,039 gr                                  | monoinsaturats: 0,011 gr                            | poliinsaturats: 0,089 gr                            | colesterol: 0 mg                                    |

### Toxicitat
El llimoner presenta una toxicitat lleu. No obstant això, igual que totes les espècies del gènere Citrus, contenen olis essencials fototòxics i irritants que poden produir reaccions dèrmiques (pústules en els llavis, dermatitis) a les persones que s'exposen a fortes dosis de rajos ultraviolats. També pot causar algunes al·lèrgies causades per la hipersensibilitat a la llimona. Finalment cal esmentar que ataca l'esmalt dental.

### Malalties i paràsits
El llimoner es veu atacat pel poll blanc (Aspidiotus nerii); aquesta panerola afecta els fruits des de la seva formació fins a la maduresa, afecció que suposa un trencament econòmic important per als agricultors.
Hi ha moltes altres paneroles que també ataquen el llimoner i els altres cítrics, com les serpetes, amb forma de coma, caparretes i altres polls. És de destacar l'atac de paneroles cotonoses, com el cotonet (Planococcus citri) o la panerola acanalada (Icerya purchasi). Però potser la més important a nivell comercial sigui el poll roig de Califòrnia (Aonidiella aurantii).
Altres plagues són:
- Pugons: potser el més danyós és el pugó negre dels cítrics (Toxoptera aurantii).
- Àcars: aranya roja, àcar roig i, especialment, l'àcar eriòfid Aceria sheldoni o àcar de les meravelles o de les gemmes, denominat així perquè, en atacar les gemmes florals, produeix curioses deformacions en els fruits que adquireixen formes retorçades estranyes.
- Minador de les fulles dels cítrics (Phyllocnistis citrella): produeix galeries a l'interior de les fulles dels brots verds i és porta d'entrada per a malalties. Aquesta plaga en l'actualitat no té massa importància a la costa mediterrània ibèrica, ja que els seus enemics naturals la controlen adequadament. Només és problemàtica si afecta arbres acabats de plantar, perquè qualsevol afecció als seus pocs brots en retarda creixement de manera considerable, però en arbres adults no té cap problema.
- Mosca blanca : especialment la dels cítrics o cotonosa (Aleurothrixus floccosus). Actualment, aquesta mosca no és cap problema a Espanya, ja que el seu enemic natural Cales noacki està perfectament establert i controla les poblacions d'aquesta mosca blanca perfectament. En cas de tenir problemes en una plantació de llimoner amb la mosca blanca, més que un tractament amb un fitosanitari val la pena reintroduir el seu enemic natural.
- Mosques de la fruita: mosca de la Mediterrània (Ceratitis capitata) i mosca americana (Anastrepha fraterculus). Les femelles ponen mitjançant el seu oviscapte en el fruit, però les larves només es desenvolupen en els cítrics dolços (taronges, mandarines, aranges) perquè no poden suportar l'acidesa de la llimona.

## Varietats

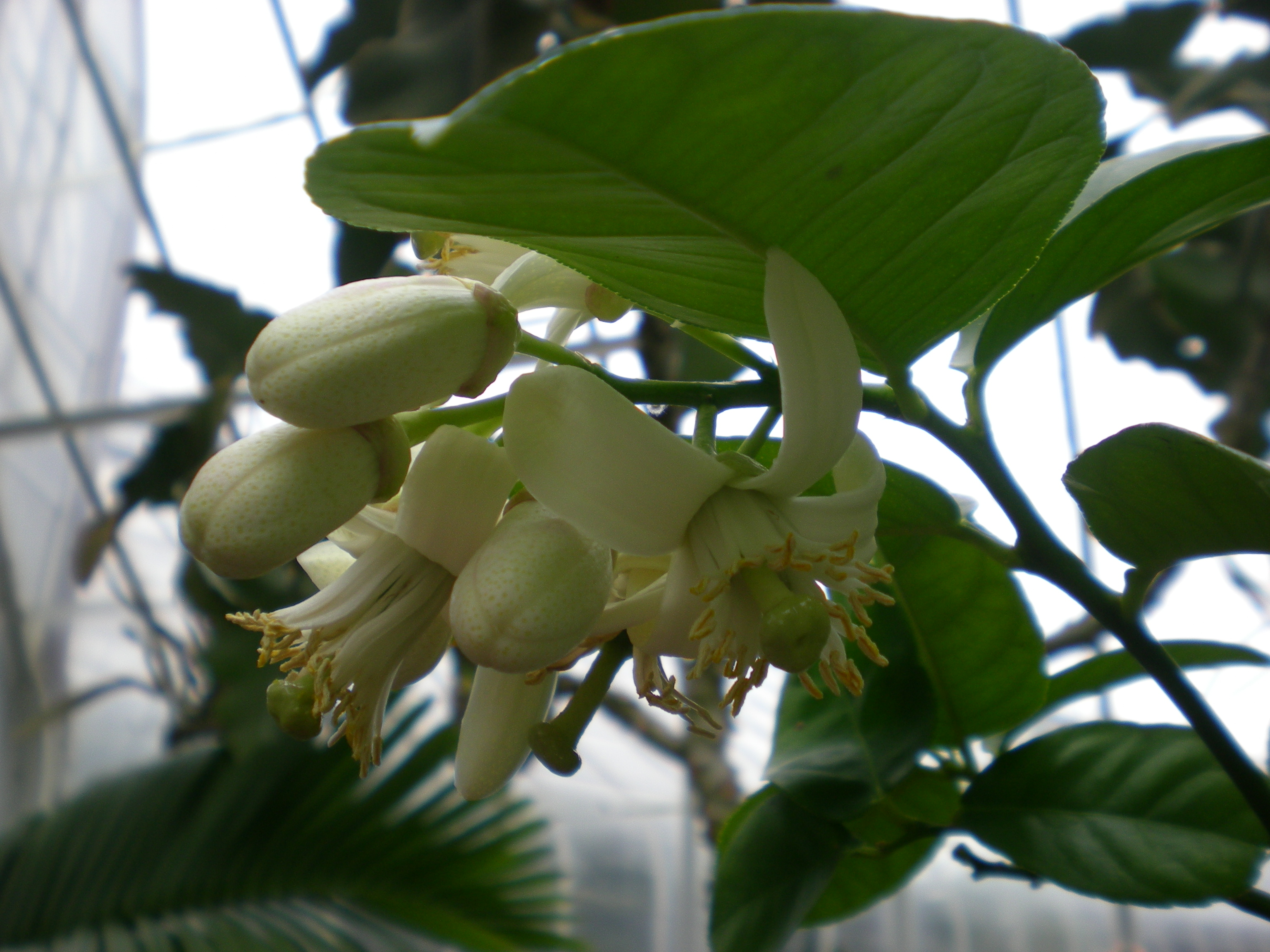
Flors del Citrus × limon.

Hi ha diverses varietats cultivars de llimoners:
- Bush

Aquesta varietat naturalitzada creix de forma salvatge en zones subtropicals d'Austràlia. Són molt resistents i tenen una pell molt prima amb una aroma de llimona molt real; la pell és molt bona per a la cuina. Creix fins als 4 metres en llocs assolellats.
- Eureka[10]

Com que creix tot l'any i de forma abundant, és el tipus de llimona més comú als supermercats.
- Lisbon[12]

Una llimona de molta qualitat, amb gran quantitat de suc i de nivell àcid, els fruits de la varietat Lisbon són molt similars a les de l'Eureka. Els arbres vigorosos i productius són molt espinosos, particularment quan són joves.
- Meyer[13]

Aquest és un híbrid entre la llimona i possiblement la taronja o bé la clementina, i se l'ha anomenat així per Frank N. Meyer, qui la va descobrir per primera vegada el 1908. La pell més prima i una acidesa lleugerament inferior que les varietats Lisbon o Eureka fan que aquesta varietat requereixi més cura en el transport i no està tan estesa quant al fet comercial. Sovint madura cap a un color groc-taronja. Són lleugerament més tolerants al fred que altres llimones.
- Ponderosa[14]

Aquesta varietat és molt més forta i resistent a les gelades; els fruits són de pell prima i força llargs. S'assembla a l'híbrid citron-lemon.
- Variegated Pink[15]

Una varietat de l'eureka o lisbon amb patrons multicolors en el fullatge i una pell de fruits verds immadurs. Quan madura cap a groc, el patró multicolor va desapareixent a la pell del fruit. La polpa i el suc són rosats o taronja en comptes de groc.
- Verna

Varietat espanyola d'origen desconegut.
- Villafranca[16]
- Yen Ben

Varietat australiana.
- Yuzu[18]

Cultivada al Japó i Corea durant segles, el yuzu té l'aroma semblant a una barreja de llimona meyer i raïm blanc. Yuzu és pròxim a un híbrid salvatge entre la ichang papeda una mandarina àcida, i s'assembla relativament al sudachi i la llima dolça kaffir. Yuzu rivalitza amb les aranges i taronges xineses com els cítrics més tolerants al fred.

## Farmacologia
La part del llimoner utilitzada farmacològicament és el fruit (pericarpi i polpa).

### Principis actius
Els principals components que es troben en el pericarpi i la polpa del fruit són:
- Oli essencial: ric en limonè, alfa i beta pinè, isopulegol, alfabergamotè, citral, citronelal, cumarines com la bergamotina i la limetina, terpinol, fel·landrè i sabinè.
- Àcids: ascòrbic (vitamina C),[19] cítric, màlic.
- Flavonoides: Citrina que és una barreja d'hesperidiòsid, d'eriodictiòsid i de petites quantitats de diosmòsid. També apareix sinensetina, nobiletina, naringina, rutina i ericitrimina.
- Cafeïna (fulles) en petites quantitats.
- Pectina.
- Minerals: potassi i calci.

### Accions farmacològiques
L'oli essencial és antisèptic (inhibeix la proliferació de microorganismes i n'impedeix l'acció patògena sense perjudicar els organismes superiors), eupèptic (afavoreix la digestió), carminatiu (afavoreix l'expulsió dels gasos del tub digestiu) i diürètic (provoca una eliminació d'aigua i sodi a l'organisme, a través de l'orina). També en destaca les seves accions com vitamínic, antiescorbútic, antioxidant, depuratiu, digestiu, antidiarreic, vermífug, pectoral, antireumàtic, antigotoses i demulcent.
La pectina té un efecte hemostàtic local (atura l'hemorràgia), antidiarreic (atura i evita evacuacions de ventre freqüents) i protector de la mucosa gastrointestinal. A més es considera antianèmic (evita o contraresta l'anèmia), antiemètic (evita o suprimeix el vòmit), antipirètic (fa disminuir la febre), analgèsic (calma o elimina el dolor), antiescleròtic (evita l'enduriment dels teixits) i remineralizant. En ús extern és antisèptic, cicatritzant i hidratant.

## Usos

### Ús medicinal
Tradicionalment se li atribueixen nombrosos usos, concretament, al seu fruit, la llimona.
És utilitzada per prevenir l'acció de virus i bacteris, tot augmentant les defenses de l'organisme. És a dir, activa els glòbuls blancs a causa del seu alt contingut en vitamina C.
Pel que fa a l'aparell respiratori, ajuda a combatre infeccions respiratòries com els refredats i la grip.
També és útil per l'aparell digestiu, ja que fa una funció reguladora i estimula les secrecions gàstriques. A més, calma l'acidesa estomacal, la gastritis i és eficaç per evitar o frenar el vòmit i expulsar els paràsits intestinals.
S'utilitza per tractar infeccions urinàries, gota, dolors reumàtics, colesterol, artritis, gràcies a les seves virtuts diürètiques i depuratives.
A l'aparell circulatori, no només tonifica els vasos sanguinis, sinó que també prevé l'angina de pit, ajuda a la circulació sanguínia, rebaixa la hipertensió, combat l'arterioesclerosi i estimula la formació de glòbuls vermells, i és molt adequat per al tractament de l'anèmia.
En l'ús extern s'aplica per curar irritacions, úlceres, picades d'insectes, herpes labials, acne, epístasi i en forma de gargarismes per les angines i la faringitis. També en ús extern es té constància de la seva utilitat en gingivitis, les càries, l'halitosi, fongs a les ungles, per combatre les impureses de la pell, per relaxar els peus i per alleugerir els dolors del reumatisme.

### Ús alimentari

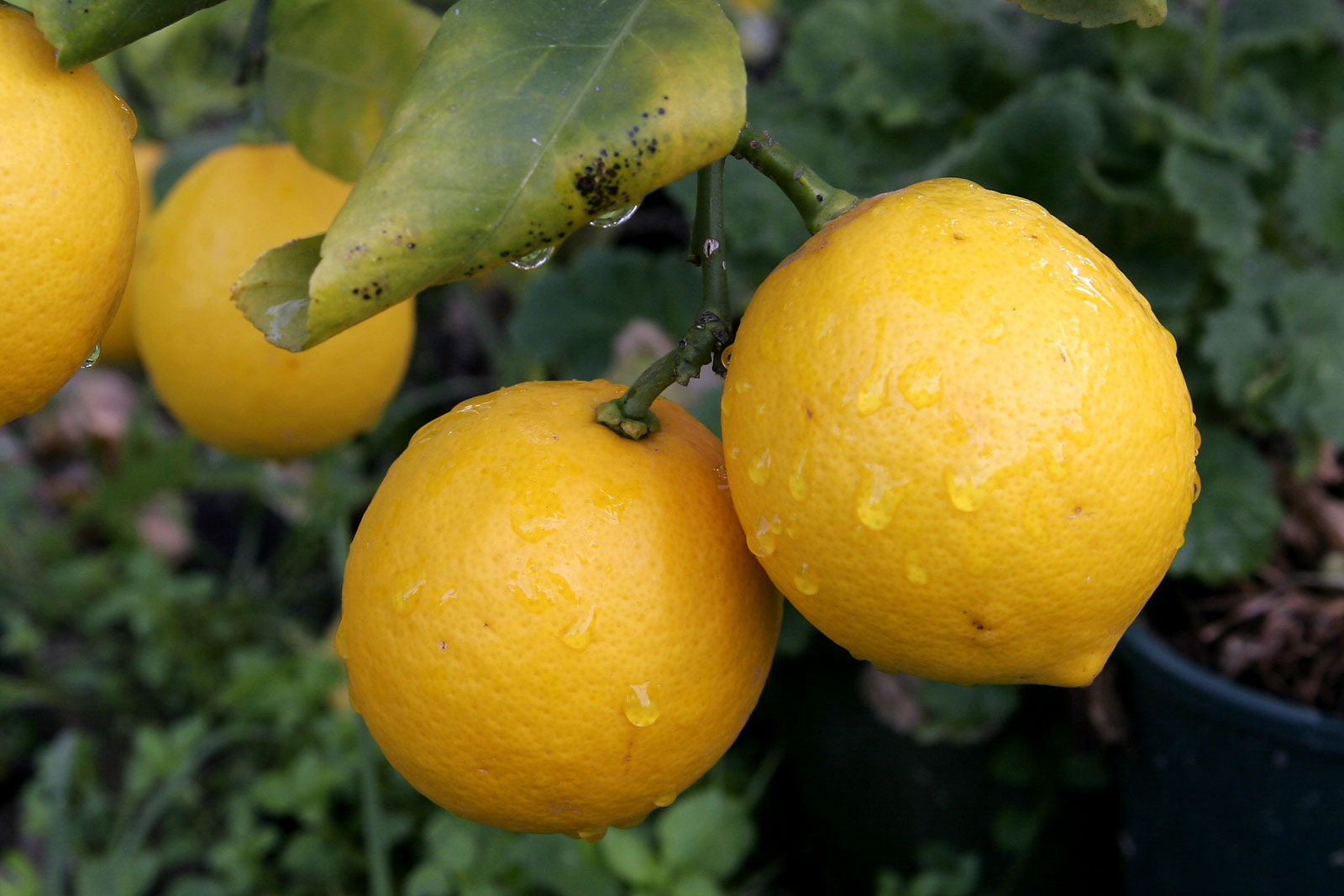
Llimones a l'arbre

En gastronomia es fa servir tant la polpa de la llimona, com la seva pell, sovint per a aromatitzar (per exemple, en diversos guisats o rissotos) o com a condiment, i fins i tot les fulles del llimoner, que es mengen fregides o en bunyols. S'utilitza per a fer postres o begudes, com la llimonada, i com a ornament per a begudes, licors i menjars. També s'usa en pastisseria en general (per exemple, pastís de mousse de llimona, braços de gitano de llimona, etc.) i per a aromatitzar diversos plats.
La llimona era molt utilitzada pels mariners, que passaven llargs períodes en el mar sense accés a altres fruites o verdures, per a evitar l'escorbut, una malaltia causada per falta de vitamina C. Com que les llimones podien aguantar molt de temps fresques, els capitans les proporcionaven a la tripulació per tal que no emmalaltissin.

### Còctels
La llimona és un dels elements imprescindibles en la composició de gran quantitat de còctels, principalment a nivell d'element del mateix còctel en forma de suc, però també com a ornamentació i complement, en forma de rodanxes o talls del fruit. Alguns dels còctels més coneguts que contenen llimona són:
| - Abracadabra - Balalaika - Ballet Russe - Apricot Crush - Between The Sheets - Black Magic - Bloody Mary - Bourbon Stone Martini - Bramble - Canary Flip - Champoo - Charlie Chaplin - Cherry Blossom - Disaronno Sour - Disco Fizz | - Dutch Breakfast - Dutch Courage - Fruity Rum Punch - Gin and Sin - Gina - Grants Lemon Zest - Green Monster - Hoopla - Lemon Chiffon Pie - Lemon Drop - Long Island Iced Tea - Miami - Olympic - Palme d Or - Peach Fizz | - Real Lemonade - Russian Spring Punch - Sidecar - Singapore Sling - Tantalise - Tom Collins - White Lady - Virgin Mary - All Night Long - Lemon and Cassis Fizz - Lynchburg Lemonade - Apricot Queen - Liquid Art - Everything's Peachy - Resolute Martini | - Apricot Cocktail - Whisky and Blue - Pink Perfection - Mayflower Martini - Pink Lady - Pacific Cargo - Sour Apple Martini - Strawberry Margarita - Wild Love - Ginger Blues - Lemon Daisy - Happy Apple Cocktail - Blackberry Collins - Tangerine Dream - Cranberry Surprise | - Cactus Jack - Italian Margarita - Whisky and Blackberry - Alabama Slammer Classic - Raspberry Margarita - White Cosmopolitan - Normandy Fizz - Kamikaze - Jubilant - Hot Toddy French Style - Gypsy Queen - Cointreaupolitan - Bénédictine Sour - Be Cointreauversial |

### Altres usos
En perfumeria, s'utilitza la pell de la llimona i l'essència obtinguda de les flors. En jardineria també es fan servir varietats nanes en testos com a plantes d'interior.
La llimona és l'ingredient principal de la tinta invisible, en què l'escrit es veu escalfant el paper. També popularment és un premi negatiu, de mal caràcter, oposat a la taronja.

## Cultiu
És un dels cítrics més sensibles al fred, per això és conreat intensivament més cap al sud que tarongers i mandariners. En canvi no li cal tanta calor durant l'estiu, ja que els fruits no són dolços i per això a petita escala també es cultiva al litoral de Galícia i del Cantàbric. És imprescindible que el sòl estigui ben airejat perquè si no les arrels es moren. Pot presentar clorosi fèrrica en terres calcàries. Necessita gran quantitat de magnesi.
Per créixer bé el llimoner ha de ser plantat en terres semilleugeres, riques en matèria orgànica, pH neutre i permeables. Necessita una temperatura d'entre 17 i 28 °C, no suporta gelades fortes ni massa vent.
El creixement vegetatiu té lloc a les branques més joves en els tres períodes següents:
- Primavera: les ramificacions s'allarguen i neixen fulles joves de color verd clar, molt diferents de la resta de fulles (que són d'un color verd més fosc). Sobre aquestes ramificacions noves apareixen brots fructífers (botó floral i, més tard, flors).
- Estiu: la planta brota, però la brotada és menys important que les brotades de primavera i estiu.
- Tardor: la planta brota. Aquesta brotada assegura el fullatge.

Té flors, fruits en formació i fruits madurs al mateix temps. Els fruits tarden de 10 a 18 mesos en madurar i es fan fins a tres collites durant l'any.

### Producció als Països Catalans
Les plantacions de llimoners es troben en una tendència creixent força important, ja que si l'any 1965 la producció conjunta era de 37.000 tones, el 1981 ja arribava a les 185.000 tones. Als Països Catalans es cultiva sobretot al País Valencià, al Baix Segura on enllaça amb les plantacions murcianes, Xàtiva, València, Alacant i Castelló de la Plana i també a Sóller, a Mallorca. La Catalunya del Nord, sense gaires cítrics que no siguin ornamentals, ha tingut un paper comercial important. La fruita venuda en fresc fora dels Països Catalans representa aproximadament un 80% de la producció; la destinada a les indústries alimentàries i farmacèutica (que en part també es ven a fora) un 8%. I la consumida en fresc al país, un 12%: de 225.000 a 275.000 tones.

### Producció mundial
L'Índia és el principal productor de llimones i llimes, amb prop del 16% del total de la producció mundial, seguit per Mèxic (~14,5%), l'Argentina (~10%), el Brasil (~8%) i Espanya (~7%).
| Índia | 2,060,000F  |
| Mèxic | 1,880,000F  |
| Argentina | 1,260,000F  |
| Brasil | 1,060,000F  |
| Espanya | 880,000F    |
| R.P. de la Xina | 745,100F    |
| Estats Units | 722,000     |
| Turquia | 706,652     |
| Iran | 615,000F    |
| Itàlia | 546,584     |
| Resta del món | 13,032,388F |
| Sense símbol = dades oficials F = estimat segons la FAO, A = global (oficial, semi-oficial o estimats); Font: Food And Agricultural Organization of United Nations: Economic And Social Department: The Statistical Division Arxivat 2012-06-19 a Wayback Machine. |             |

Les estadístiques de la FAO engloben a la llimona i la llima, les produccions de l'Índia i de Mèxic són principalment de Llimona dolça i no de llimona. A Mèxic per exemple, el 94% de la producció correspon a llima amarga també denominada vulgarment llimona mexicana.

## A la cultura
La llimona al judaisme representa el cor humà, d'on probablement va derivar per ser un símbol de fidelitat i puresa.
Apareix freqüentment com un dels elements de la natura morta, com per exemple en els quadres de Francisco de Zurbarán, Renoir o Van Gogh.
El suc de llimona o llimonada és una beguda refrescant, que també pot aparèixer com a granissat, i s'associa a l'estiu. Diverses tires còmiques giren al voltant de la venda de suc de llimona, com els Peanuts. En la cultura popular contemporània es contraposa a la taronja, i així hi ha els premis taronja (positius) i els llimona (negatius) per a una mateixa categoria.

## Galeria d'imatges

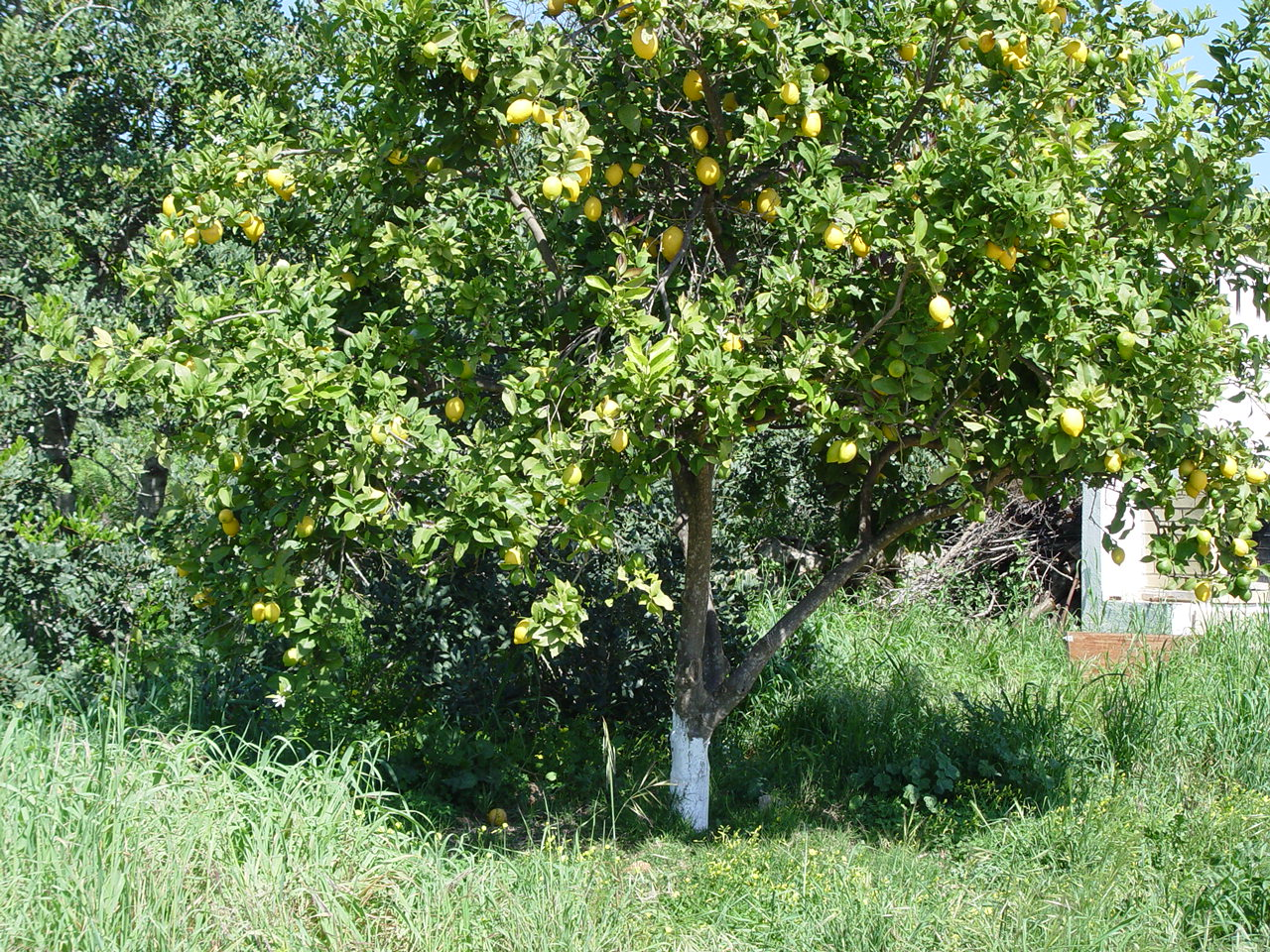
Aspecte general
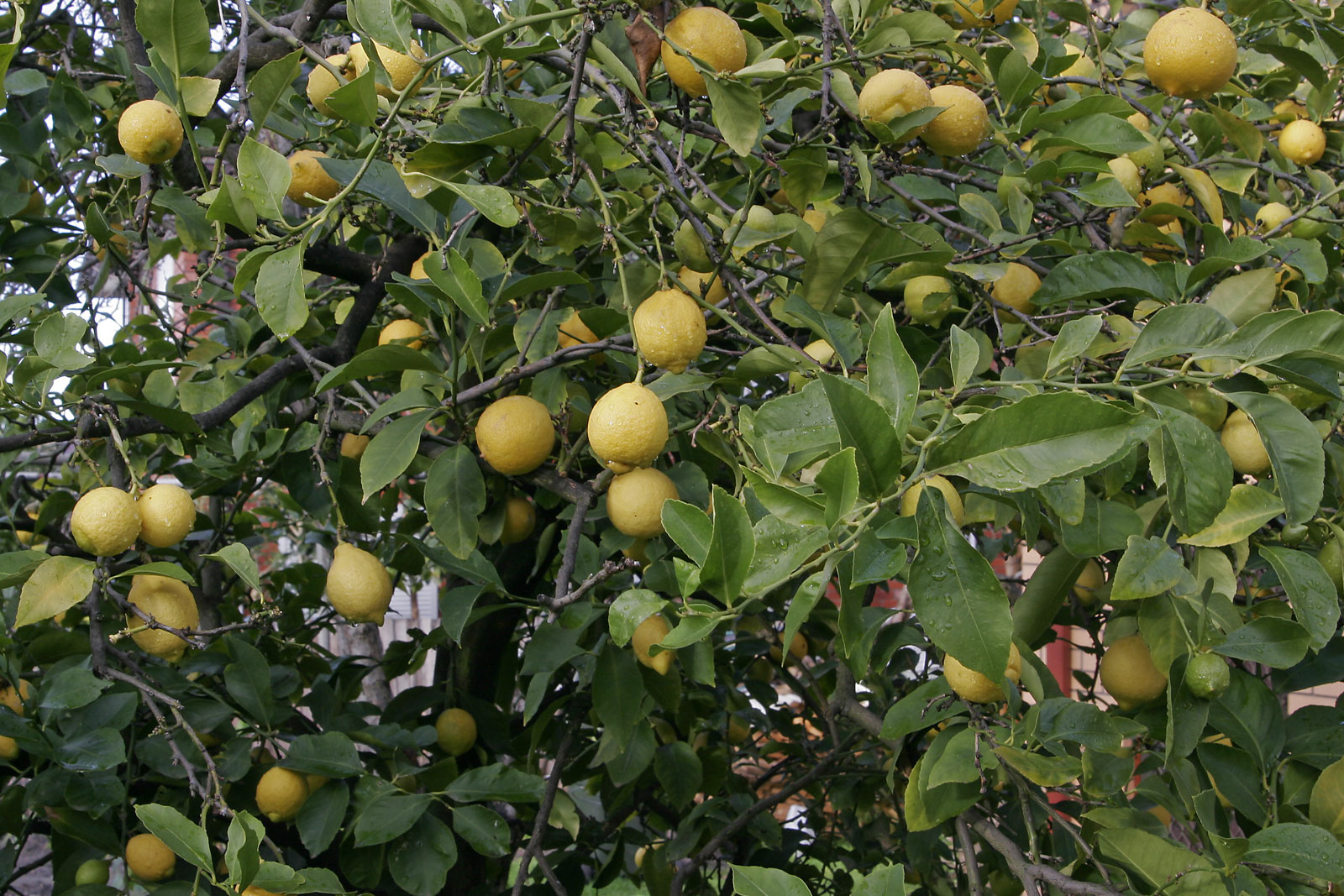
Llimoner
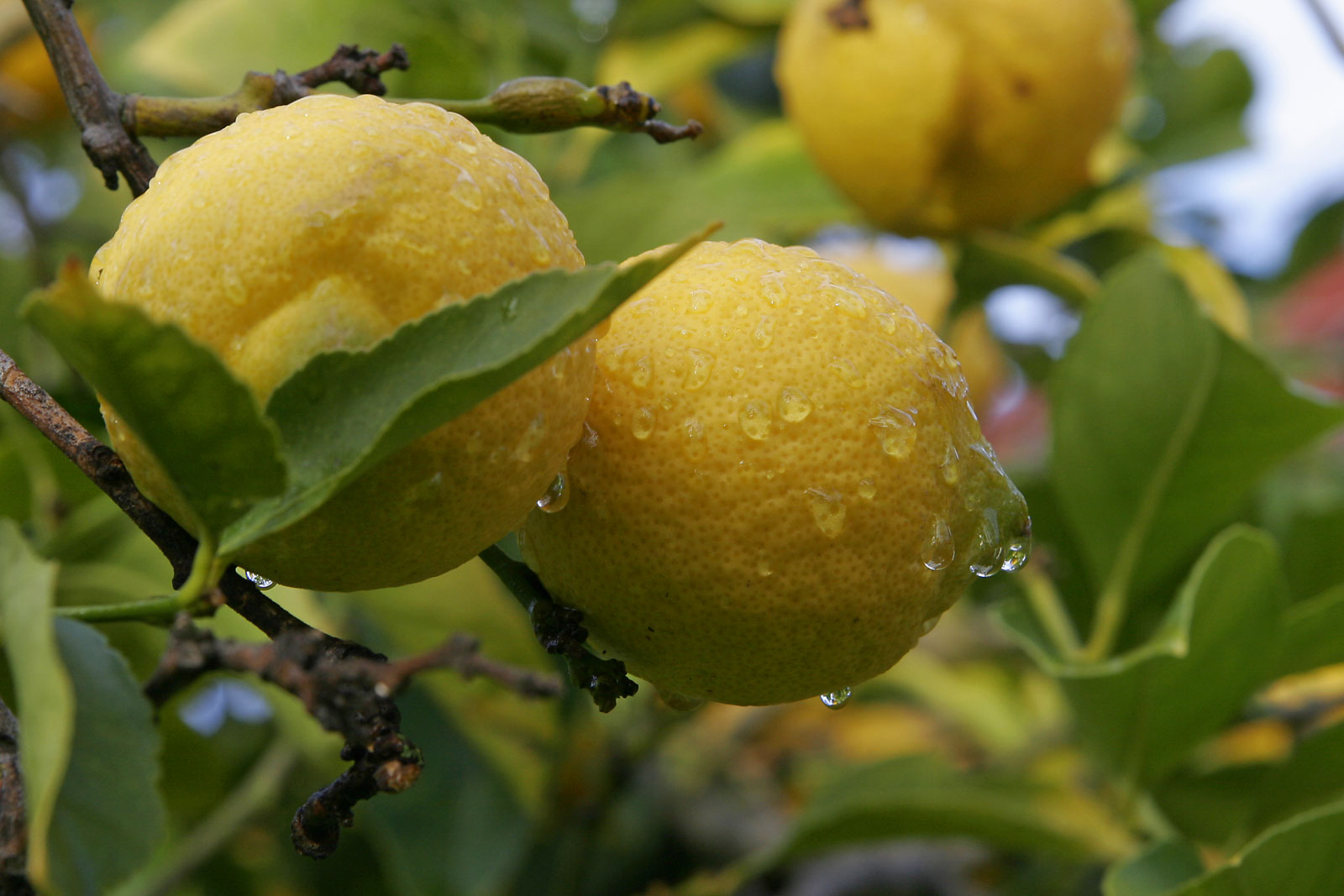
Detall del fruit: la llimona
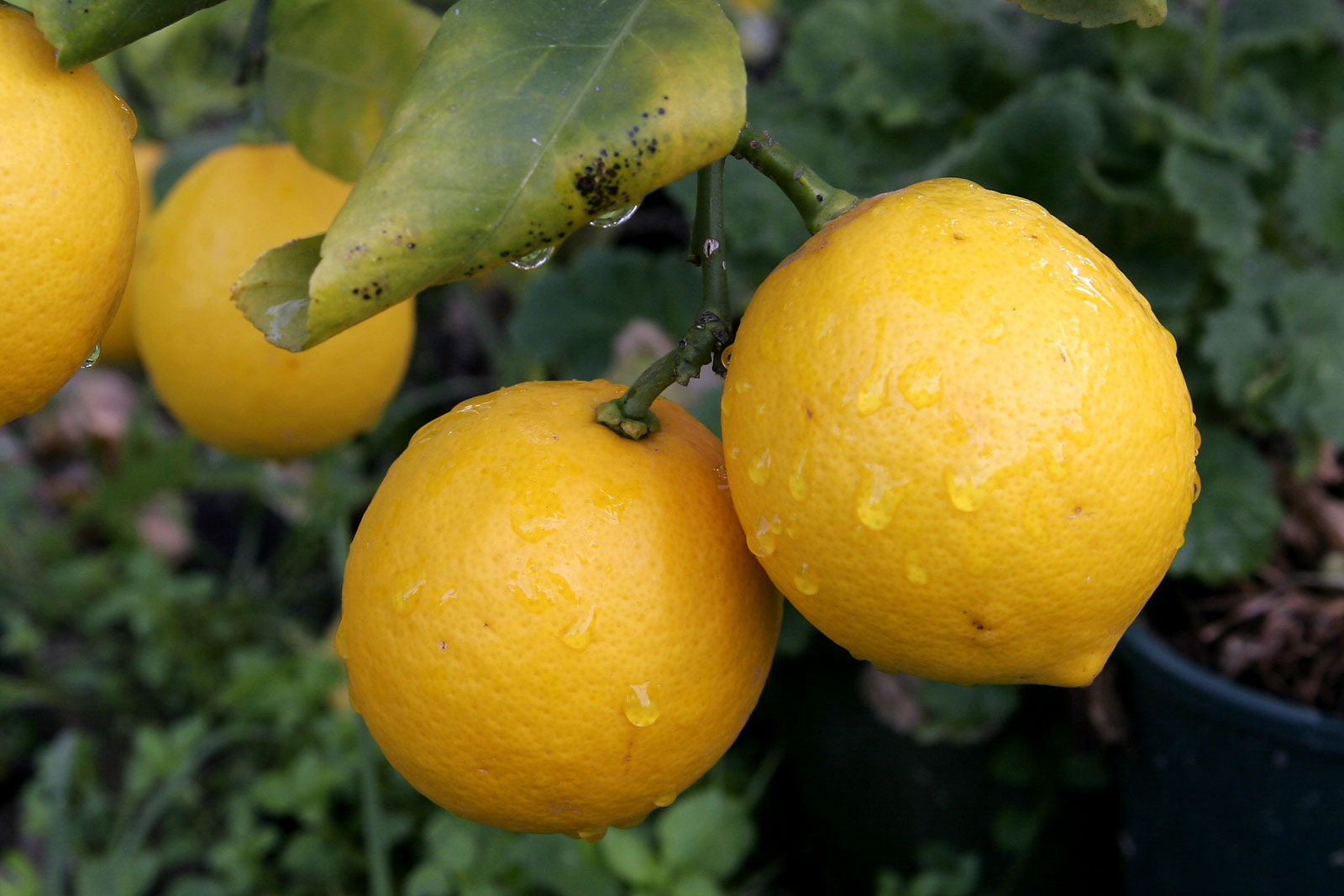
Detall del fruit: la llimona
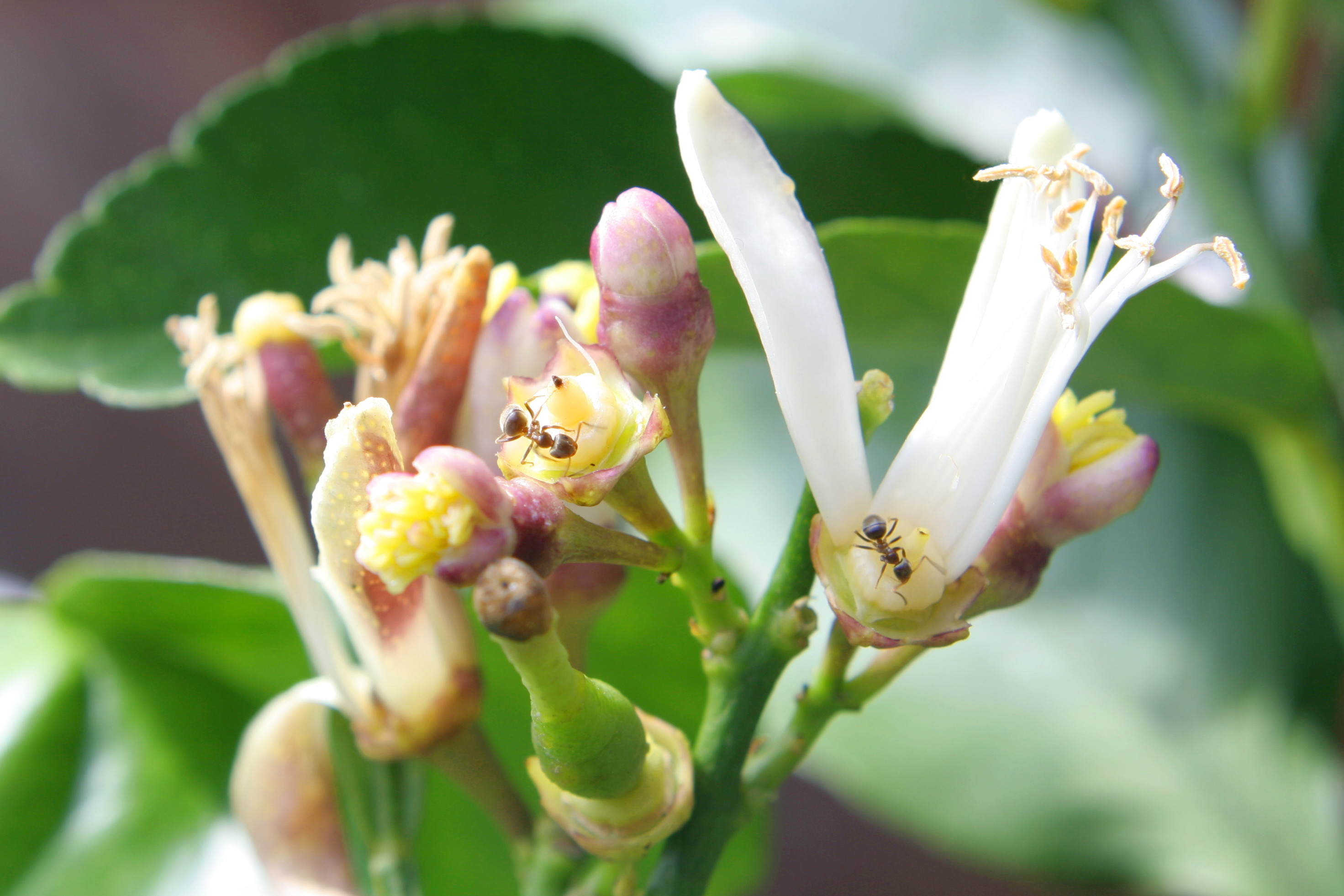
Detall flors
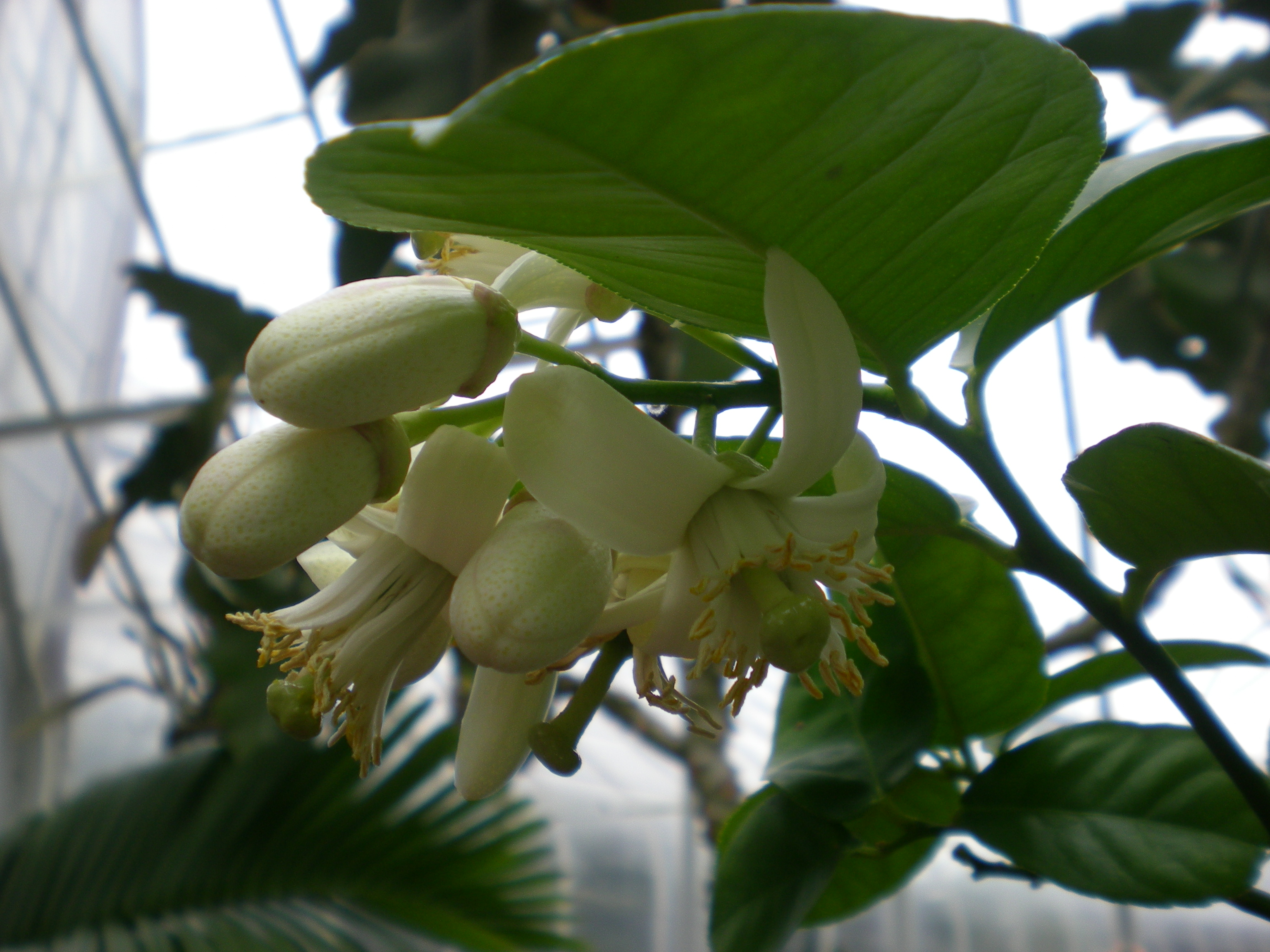
Detall flors
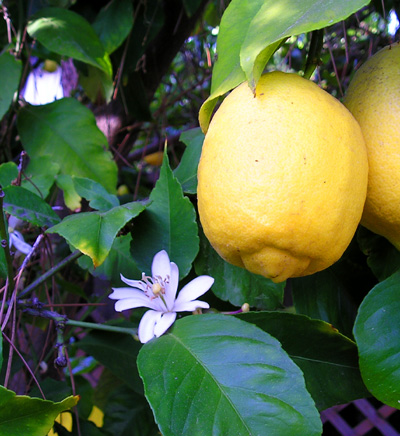
Llimones i flors
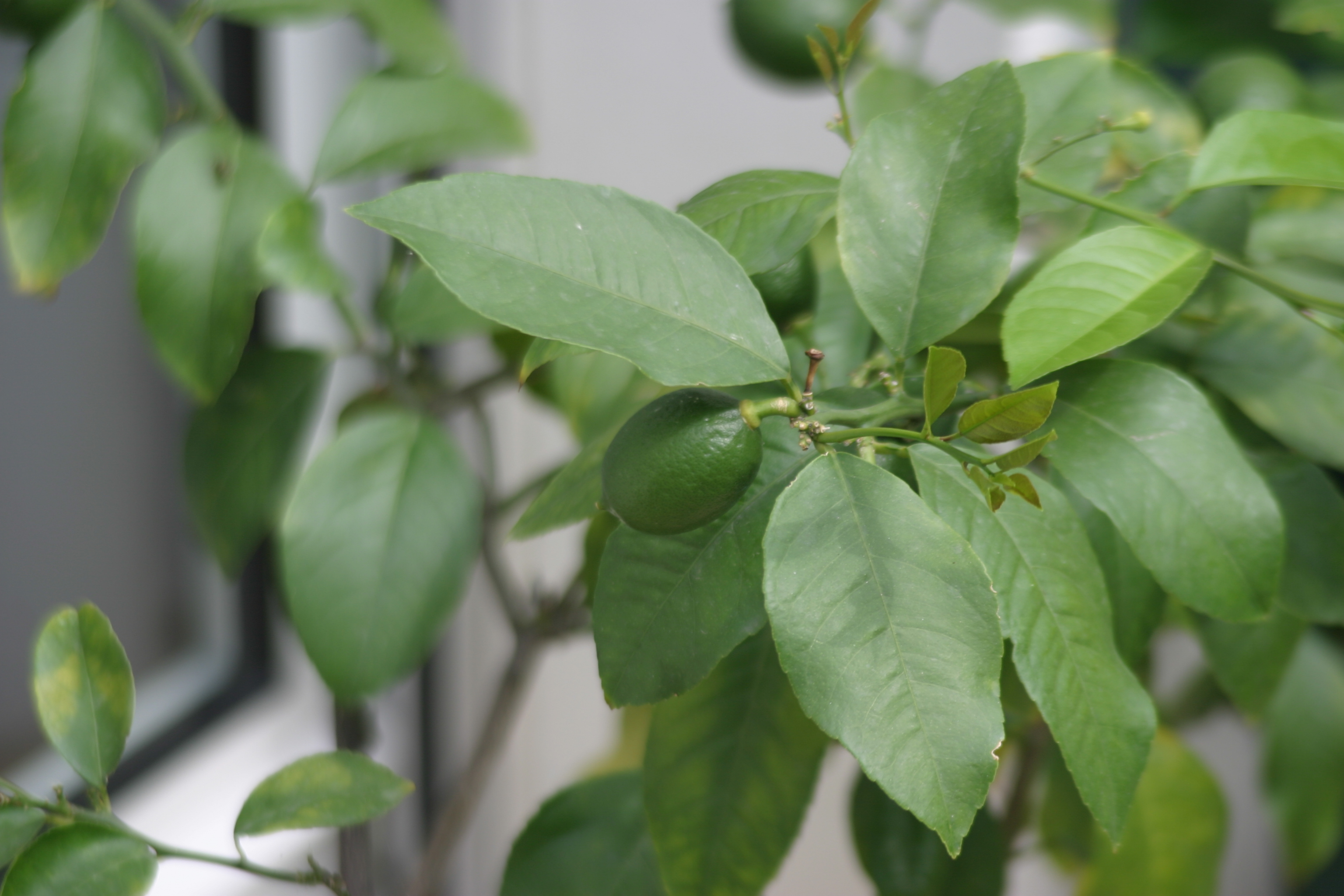
Detall de les fulles